# Nosodendron dybasi
Nosodendron dybasi är en skalbaggsart som beskrevs av Reichardt 1976. Nosodendron dybasi ingår i släktet Nosodendron och familjen almsavbaggar. Inga underarter finns listade i Catalogue of Life.